# Partei Mensch Umwelt Tierschutz
De Partei Mensch Umwelt Tierschutz (kortweg: Tierschutzpartei, Nederlands: Partij Mens Milieu Dierenbescherming, kortweg Dierenbeschermingpartij) is een Duitse politieke partij die in 1993 werd opgericht. Voor deze partij is de bescherming van dieren een hoofdthema.
De partij haalde bij de Europese verkiezingen van 2004 1,3% van de stemmen, maar kreeg vanwege de kiesdrempel van 3% geen zetel. Bij de Bondsdagverkiezingen in 2005 haalde de Tierschutzpartei 0,23%. Bij de Europese verkiezingen van 2014 haalde de partij 1,2% en dat was toen wel voldoende voor het behalen van een zetel in het Europees Parlement, omdat de kiesdrempel voor de Europese verkiezingen in 2014 werd afgeschaft. Tijdens de Europese verkiezingen van 2019 behield de partij haar zetel. De Tierschutzpartei heeft in een paar Duitse gemeenten afgevaardigden in de gemeenteraad, onder andere in Maagdenburg en Frankfurt. Stefan Bernhard Eck is sinds 2007 de partijvoorzitter.
De Tierschutzpartei kan vergeleken worden met de Nederlandse Partij voor de Dieren.